# Федеральне мережеве агентство
Федеральне мережеве агентство з електроенергії, газу, телекомунікацій, пошти та залізниць (нім. Bundesnetzagentur für Elektrizität, Gas, Telekommunikation, Post und Eisenbahnen скорочено Bundesnetzagentur, BNetzA) — федеральний орган Німеччини у складі Федерального міністерства економіки та захисту клімату. Агентство є регулюючим органом ринків залізничного транспорту, електроенергії, газу, телекомунікацій та пошти, а також регламенту ЄС «eIDAS». Штаб-квартира агенстра знаходиться у Бонні. До компетенції Федерального мережевого агентства належить сертифікація газогону «Північний потік-2».

## Історія
1 січня 1998 року було створено «Регулюючий орган у сфері телекомунікацій та пошти» (нім. Regulierungsbehörde für Telekommunikation und Post, (RegTP)) після ліквідації Федерального міністерства пошти та телекомунікацій (нім. Bundesministerium für Post und Telekommunikation, (BMPT)) та «Федерального управління пошти та телекомунікацій» (нім. Bundesamt für Post und Telekommunikation, (BAPT)). Першим президентом «Регулюючого органу у сфері телекомунікацій та пошти» був Клаус-Дітер Шерле (1998 — 2000).
1 січня 2006 року уряд Німеччини вирішив покращити конкуренцію на енергетичному та залізничному ринках і «Регулюючий орган у сфері телекомунікацій та пошти» отримав повноваження регулятора цих ринків. Щоб відобразити ці нові повноваження, орган було перейменовано у «Федеральне мережеве агентство з електроенергії, газу, телекомунікацій, пошти та залізниць» (нім. Bundesnetzagentur für Elektrizität, Gas, Telekommunikation, Post und Eisenbahnen, BNetzA).

## Завдання
Основним завданням Федерального мережевого агентства є забезпечення дотримання Закону про телекомунікації, Закону про пошту та Закону про енергетику, та відповідних постанов.
Для досягнення своїх регуляторних цілей має у своєму розпорядженні ефективні процедури та інструменти, включаючи право на інформацію та розслідування, а також повноваження накладати поетапні санкції.

## Президенти агентства

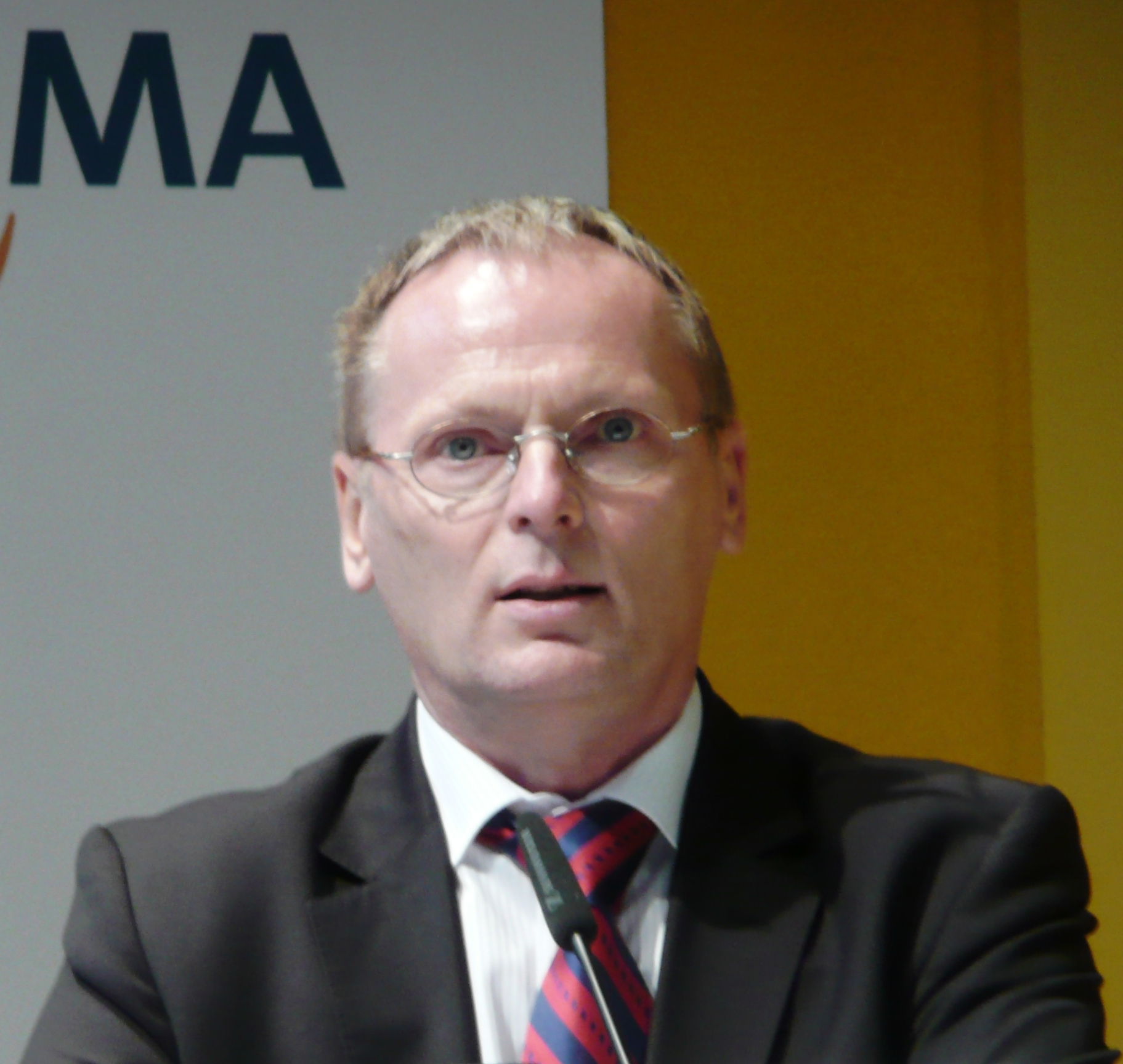
Йохен Гоманн

- Клаус-Дітер Шерле[de] (1 січня 1998 — 2000)
- Матіас Курт[de] (2001 — 29 лютого 2012)
- Йохен Гоманн[de] (1 березня 2012 — 28 лютого 2022)
- Клаус Мюллер[de] (з 1 березня 2022 року)[5]

## Консультативна рада
До Консультативної ради Федерального мережевого агентства входять 16 депутатів німецького Бундестаґу та 16 представників німецького Бундесрату. Консультативна рада має збиратися не рідше одного разу на квартал.